# Doroteo López
Doroteo López (1836-1915) fue un militar mexicano que luchó contra el Imperio Francés de la Segunda Intervención Francesa impuesto por Napoleón III y gobernado por Maximiliano I de México[cita requerida] así como gobernador de Colima de 1877 a 1880. Inició la construcción del Palacio de Gobierno, estableció la educación y la Vacuna obligatoria entre la población de Colima.[cita requerida] Actualizó las leyes del Estado conforme a la Reforma. Creó el Registro Público de la Propiedad y se cerró la Laguna de Cuyutlán para el paso de embarcaciones para la construcción de vías férreas. Murió en 1915.